# Censura (psicoanàlisi)
En psicoanàlisi s'anomena censura la funció psíquica destinada a impedir l'accés a la consciència dels continguts inconscients, principalment dels desigs i les formacions substitutes que se'n deriven.

## Desenvolupament del concepte en la història de la psicoanàlisi
La censura és un concepte elaborat per Sigmund Freud en el context de la «primera tòpica» (1900-1920), marc en què el descriu com una mena de barrera divisòria entre el sistema inconscient, d'una banda, i els sistemes preconscient i conscient de l'altra.
Tot i que hi ha esments previs del terme en la correspondència amb Wilhelm Fliess, és en La interpretació dels somnis (1900) on Freud s'esplaia sobre la censura, per tal d'esclarir els mecanismes amb què el desig inconscient pateix les deformacions pel treball del somni. Ací la censura (també a voltes referida com a «censor oníric») té un paper fonamental. Per a Freud hi ha, en aquest moment de la seua obra (primera tòpica), dues instàncies de censura: una situada entre l'inconscient i el preconscient i una segona situada entre el preconscient i el sistema conscient.

## Funció
Respecte a les funcions, Chemama i Vandermersch n'assenyalen en la definició: El fi de la censura és emmascarar els continguts dels desigs inconscients perquè siguen irrecognoscibles per a la consciència.
Aquest paper de «frontera» entre sistemes perd significació en el context de la «segona tòpica» freudiana (1920-1939). En aquesta fase de la seua obra —el començament de la qual ve marcat per la publicació de Més enllà del principi de plaer (1920) i la nova teoria de les pulsions, més endavant ampliada en El jo i l'allò (1923)— hi ha una nova proposta de model estructural de l'aparell psíquic, compost ara per tres instàncies (allò, jo i superjò), model que se superposa a l'anterior (el jo i del superjò són també parcialment inconscients). Això duu Freud a redefinir la «censura» i a encloure-la en la idea més àmplia de defensa.